# Ettaler Forst
Ettaler Forst is een gemeentevrij gebied in de Duitse deelstaat Beieren, en maakt deel uit van de landkreis Garmisch-Partenkirchen. Het Ettaler Forst is onbewoond.

## Geografie
Het Ettaler Forst omvat grootte delen van de oostelijke Ammergauer Alpen. In het gebied liggen de bergtoppen Klammspitze (1924 meter), Kreuzspitze (2185 meter) en de Notkarspitze (1888 meter). De Friederspitz ligt op de gemeentegrens met Garmisch-Partenkirchen.
Het Ettaler Forst grenst in het noorden aan Saulgrub, Unterammergau en Ettal, in het oosten aan Oberau en Farchant, in het zuiden aan Garmisch-Partenkirchen en in het westen grenst het aan  Halblech in de landkreis Ostallgäu en Reutte in Oostenrijk.
Het kasteelcomplex van Slot Linderhof wordt aan weerszijden (noord, zuid en west) omsloten door het Ettaler Forst. Alleen in het oosten is het verbonden met de gemeente Ettal.

## Geschiedenis
Het gebied was eerst eigendom van de abdij van Ettal, maar tijdens de secularisatie in 1803 werd het eigendom van het Koninkrijk Beieren en werd het staatseigendom. Het staatsbos was een populair jachtgebied voor Beierse koningen.
Bad Bayersoien ·
Bad Kohlgrub ·
Eschenlohe ·
Ettal ·
Farchant ·
Garmisch-Partenkirchen ·
Grainau ·
Großweil ·
Krün ·
Mittenwald ·
Murnau a.Staffelsee ·
Oberammergau ·
Oberau ·
Ohlstadt ·
Riegsee ·
Saulgrub ·
Schwaigen ·
Seehausen a.Staffelsee ·
Spatzenhausen ·
Uffing a.Staffelsee ·
Unterammergau ·
Wallgau
Gemeentevrij gebied: Ettaler Forst